# Hornel
Hornel ist ein Stadtteil der Stadt Sontra im nordhessischen Werra-Meißner-Kreis.

## Geschichte

### Ortsgeschichte
Die älteste bekannte schriftliche Erwähnung von Hornel erfolgte unter dem Namen Harnayl im Jahr 1297. Eine weitere Nennung aus dieser Zeit als Harnalle ist auf das Jahr 1308 datiert. In den Sontraer Erbregistern von 1458 bis 1471 wird die Schreibweise Harnagel verwendet. Harnoll wird der Ort 1585 genannt. Seit 1747 wird die heutige Schreibweise des Namens verwendet. Hornel war lange Zeit von Landwirtschaft und Bergbau geprägt. Hornel wurde am 1. Oktober 1938 nach Sontra eingemeindet. Im selben Jahr wurde mit dem Kupferschieferbergbau begonnen. Bis um 1966 hatte Hornel eine einklassige Schule.
Für Hornel wurde ein Ortsbezirk mit Ortsbeirat und Ortsvorsteher nach der Hessischen Gemeindeordnung gebildet.

### Verwaltungsgeschichte im Überblick
Die folgende Liste zeigt die Staaten und Verwaltungseinheiten, denen Hornel angehört(e):

- vor 1567: Heiliges Römisches Reich, Landgrafschaft Hessen, Amt Sontra
- ab 1567: Heiliges Römisches Reich, Landgrafschaft Hessen-Kassel, Amt Sontra
  - 1627–1834: Landgrafschaft Hessen-Rotenburg (sogenannte Rotenburger Quart), teilsouveränes Fürstentum unter reichsrechtlicher Oberhoheit der Landgrafschaft Hessen-Kassel bzw. des Kurfürstentums Hessen
- ab 1806: Landgrafschaft Hessen-Kassel, Amt Spangenberg
- 1807–1813: Königreich Westphalen, Departement der Werra, Distrikt Eschwege, Kanton Sontra
- ab 1815: Kurfürstentum Hessen, Amt Sontra[5]
- ab 1821/22: Kurfürstentum Hessen, Provinz Niederhessen, Kreis Rotenburg[6][Anm. 2]
- ab 1848: Kurfürstentum Hessen, Bezirk Hersfeld
- ab 1851: Kurfürstentum Hessen, Provinz Niederhessen, Kreis Rotenburg
- ab 1867: Königreich Preußen, Provinz Hessen-Nassau, Regierungsbezirk Kassel, Kreis Rotenburg
- ab 1871: Deutsches Reich, Königreich Preußen, Provinz Hessen-Nassau, Regierungsbezirk Kassel, Kreis Rotenburg
- ab 1918: Deutsches Reich, Freistaat Preußen, Provinz Hessen-Nassau, Regierungsbezirk Kassel, Kreis Rotenburg
- ab 1938: Deutsches Reich, Freistaat Preußen, Provinz Hessen-Nassau, Regierungsbezirk Kassel, Kreis Rotenburg, Stadt Sontra
- ab 1944: Deutsches Reich, Freistaat Preußen, Provinz Kurhessen, Landkreis Rotenburg, Stadt Sontra
- ab 1945: Deutsches Reich, Amerikanische Besatzungszone, Groß-Hessen, Regierungsbezirk Kassel, Landkreis Rotenburg, Stadt Sontra
- ab 1946: Deutsches Reich, Amerikanische Besatzungszone, Hessen, Regierungsbezirk Kassel, Landkreis Rotenburg, Stadt Sontra
- ab 1949: Bundesrepublik Deutschland, Hessen, Regierungsbezirk Kassel, Landkreis Rotenburg, Stadt Sontra
- ab 1972: Bundesrepublik Deutschland, Hessen, Regierungsbezirk Kassel, Landkreis Eschwege, Stadt Sontra
- ab 1974: Bundesrepublik Deutschland, Hessen, Regierungsbezirk Kassel, Werra-Meißner-Kreis, Stadt Sontra

## Bevölkerung

### Einwohnerstruktur 2011
Nach den Erhebungen des Zensus 2011 lebten am Stichtag dem 9. Mai 2011 in Hornel 111 Einwohner. Darunter waren keine Ausländer. Nach dem Lebensalter waren 18 Einwohner unter 18 Jahren, 48 zwischen 18 und 49, 21 zwischen 50 und 64 und 24 Einwohner waren älter. Die Einwohner lebten in 48 Haushalten. Davon waren 12 Singlehaushalte, 9 Paare ohne Kinder und 18 Paare mit Kindern, sowie 6 Alleinerziehende und 3 Wohngemeinschaften. In 12 Haushalten lebten ausschließlich Senioren und in 27 Haushaltungen lebten keine Senioren.

### Einwohnerentwicklung
| • 1585: | 16 Haushaltungen |
| • 1747: | 21 Haushaltungen |

| Hornel: Einwohnerzahlen von 1834 bis 2020 | Hornel: Einwohnerzahlen von 1834 bis 2020 | Hornel: Einwohnerzahlen von 1834 bis 2020 | Hornel: Einwohnerzahlen von 1834 bis 2020 | Hornel: Einwohnerzahlen von 1834 bis 2020 |
| --- | ----------------------------------------- | ----------------------------------------- | ----------------------------------------- | ----------------------------------------- |
| Jahr |                                           |                                           |                                           | Einwohner                                 |
| 1834 | 1834                                      |                                           | 163                                       | 163                                       |
| 1840 | 1840                                      |                                           | 166                                       | 166                                       |
| 1846 | 1846                                      |                                           | 172                                       | 172                                       |
| 1852 | 1852                                      |                                           | 152                                       | 152                                       |
| 1858 | 1858                                      |                                           | 133                                       | 133                                       |
| 1864 | 1864                                      |                                           | 143                                       | 143                                       |
| 1871 | 1871                                      |                                           | 154                                       | 154                                       |
| 1875 | 1875                                      |                                           | 162                                       | 162                                       |
| 1885 | 1885                                      |                                           | 154                                       | 154                                       |
| 1895 | 1895                                      |                                           | 149                                       | 149                                       |
| 1905 | 1905                                      |                                           | 144                                       | 144                                       |
| 1910 | 1910                                      |                                           | 149                                       | 149                                       |
| 1925 | 1925                                      |                                           | 147                                       | 147                                       |
| 1950 | 1950                                      |                                           | ?                                         | ?                                         |
| 1967 | 1967                                      |                                           | ?                                         | ?                                         |
| 1980 | 1980                                      |                                           | ?                                         | ?                                         |
| 1987 | 1987                                      |                                           | 142                                       | 142                                       |
| 2000 | 2000                                      |                                           | ?                                         | ?                                         |
| 2011 | 2011                                      |                                           | 111                                       | 111                                       |
| 2015 | 2015                                      |                                           | 117                                       | 117                                       |
| 2020 | 2020                                      |                                           | 114                                       | 114                                       |
| Datenquelle: Historisches Gemeindeverzeichnis für Hessen: Die Bevölkerung der Gemeinden 1834 bis 1967. Wiesbaden: Hessisches Statistisches Landesamt, 1968. Weitere Quellen: ; Stadt Sontra:; Zensus 2011 |                                           |                                           |                                           |                                           |

### Historische Religionszugehörigkeit
| • 1885: | 50 evangelische (= 97,40 %), 4 katholische (= 2,60 %) Einwohner |